# Pica-pau-louro
Pica-pau-louro (nome científico: Celeus lugubris) é uma espécie de ave pertencente à família dos picídeos. Pode ser encontrada no centro da Bolívia e na região do Pantanal, no sudoeste do Brasil; também no centro do Paraguai e na região fronteiriça do norte da Argentina.

## Subespécies
São reconhecidas duas subespécies:
- Celeus lugubris lugubris (Malherbe, 1851) - ocorre na planícies secas do leste da Bolívia, no Brasil no sudoeste do estado de Mato Grosso;
- Celeus lugubris kerri (Hargitt, 1891) - ocorre no nordeste da Argentina, Paraguai e no Brasil, no estado do Mato Grosso do Sul.